# Gisela von Bruchhausen
Gisela von Bruchhausen (Berlijn, 1940) is een Duitse beeldhouwer.

## Leven en werk
Von Bruchhausen studeerde vanaf 1978 beeldhouwkunst bij de hoogleraren Phillip King, David Evison en Robert Kudielka aan de Hochschule der Künste in Berlijn. In 1982 was zij medeoprichter van de kunstenaarsgroepering Odious met haar medestudenten Klaus Duschat, David Lee Thompson, Klaus H. Hartmann, Hartmut Stielow en Gustav Reinhardt. De zes kunstenaars werkten vele jaren in een gezamenlijk atelier in Berlijn en exposeerden regelmatig als kunstenaarsgroep. In 1984 studeerde Von Bruchhausen af bij de Engelse beeldhouwer David Evison. In 1985 kreeg zij een beurs voor een verblijf in de Cité Internationale des Arts in Parijs en in 1986 een werkbeurs van de Berlijnse Senaat. Zij was in 1987 assistente van de beeldhouwer Anthony Caro gedurende de Workshop Stahl '87 in Berlijn. In 1993 behoorde zij tot de 41 uitgenodigde West- en Oost-Duitse metaalbeeldhouwers voor het symposium Stahlplastik in Deutschland 1993 in Halle. Zij toonde er de werken Paravent (1991), Hideway (1991) en Northern Romantic (1992).
De kunstenaar woont en werkt in Berlijn en Werder (Havel).

## Werken (selectie)
- 1981 : Speed[1], Skulpturen im Schulzentrum Schölkegraben in Salzgitter
- 1982 : Magnifizienz
- 1984 : Sursum, Heinrich-Vetter-Sammlung in Ilvesheim
- 1985 : Be-Züge, buitencollectie Kunstverein Springhornhof in Neuenkirchen (Lüneburger Heide) (met de Groep Odious)
- 1985 : Kathedra, Im Park in Bremen
- 1989 : Sous le ciel[2], Kunstpfad Universität Ulm in Ulm
- 1990 : Das Fenster im Freien, Skulpturenpark Heidelberg in Heidelberg
- 1991 : Paravent

## Fotogalerij

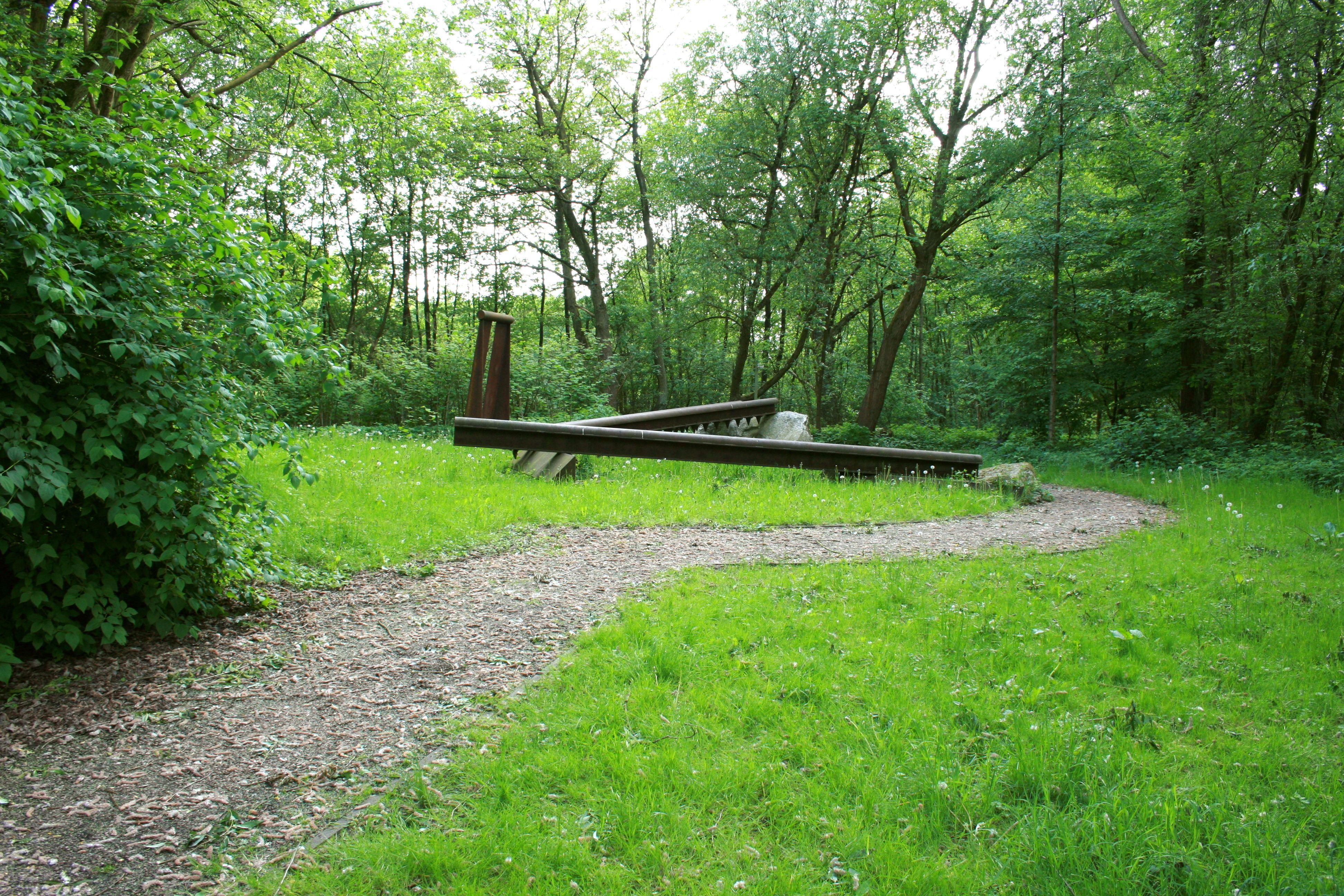
Be-Züge (1985) in Neuenkirchen
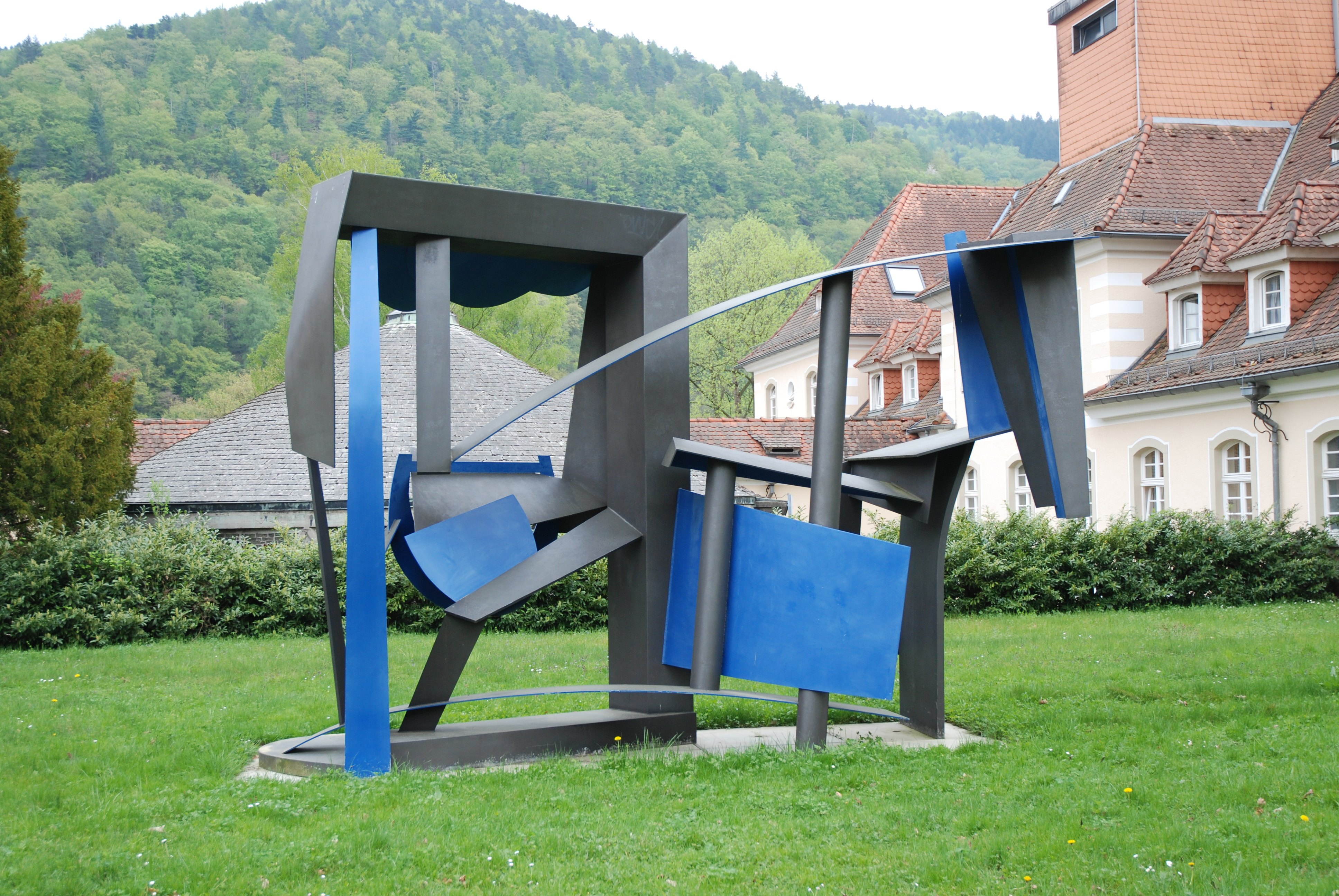
Das Fenster im Freien, Heidelberg